# تیم ملی بسکتبال زنان ترکیه

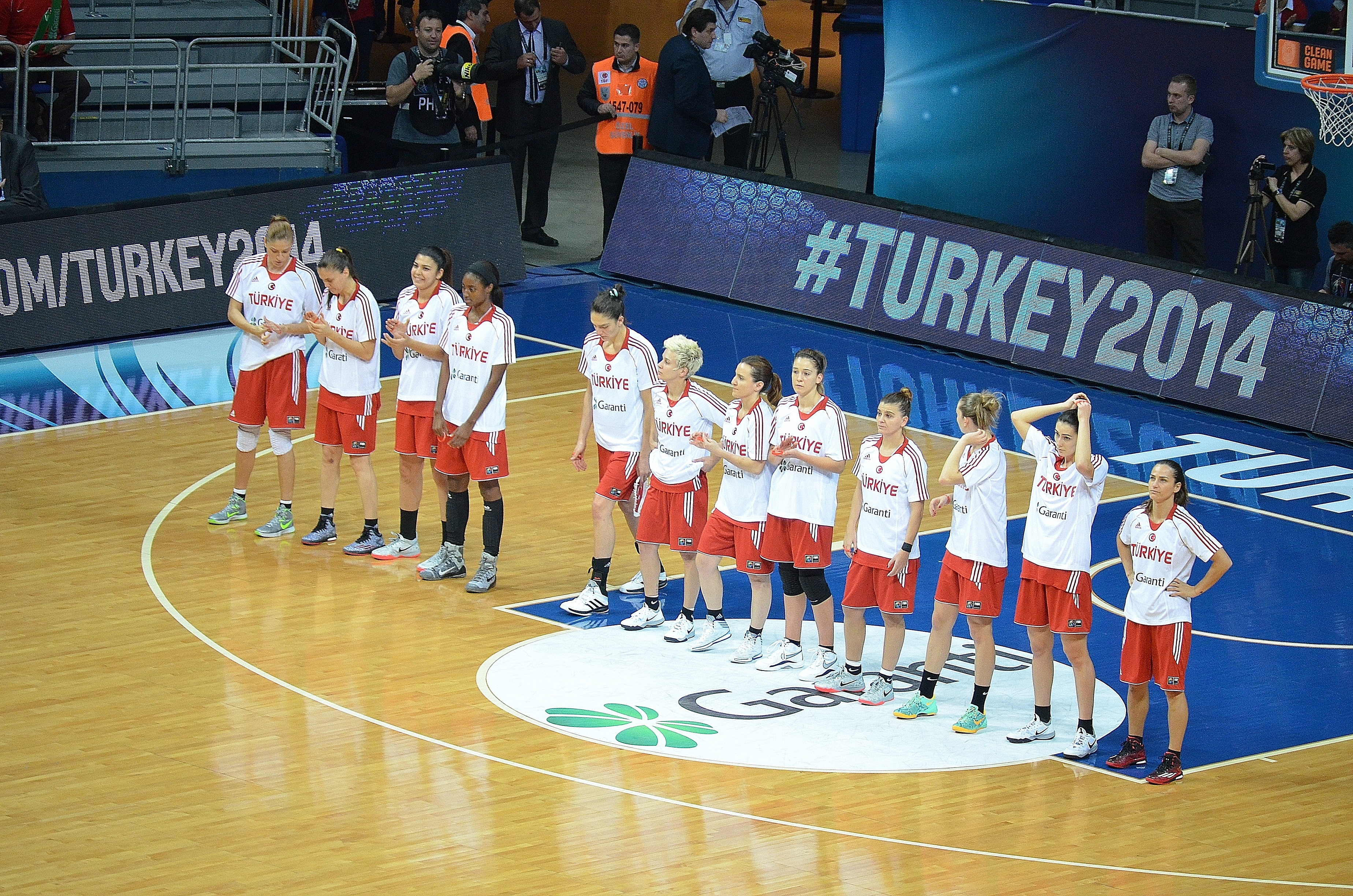
تیم ملی بسکتبال زنان ترکیه

تیم ملی بسکتبال زنان ترکیه ، نماینده ترکیه در مسابقات بین‌المللی بسکتبال زنان است. تیم ترکیه در مسابقات قهرمانی بسکتبال زنان اروپا یک نشان برنز و یک نشان نقره کسب کرده است.